# Faraj Said Bin Ghanem
Faraj disse que Bin Ghanem (em árabe: فرج سعيد بن غانم) (nascido em 1937, falecido em 5 de agosto de 2007) foi o primeiro-ministro do Iémen de 17 de maio de 1997 a 29 de abril de 1998.